# دار النيابة

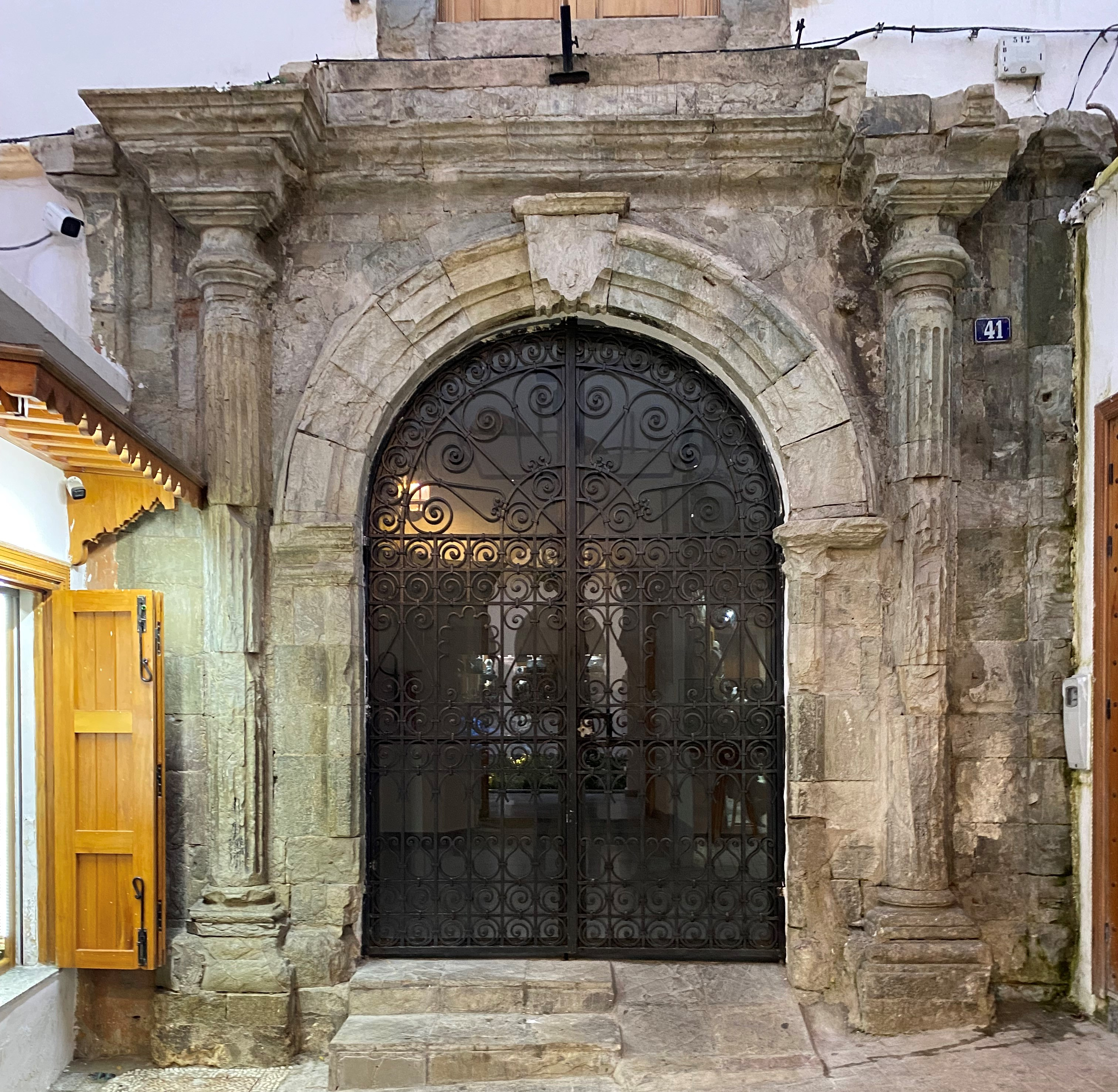
بوابة دار نيابة التي يرجع تاريخها إلى الحكم البرتغالي بطنجة (القرنين 16 و17)

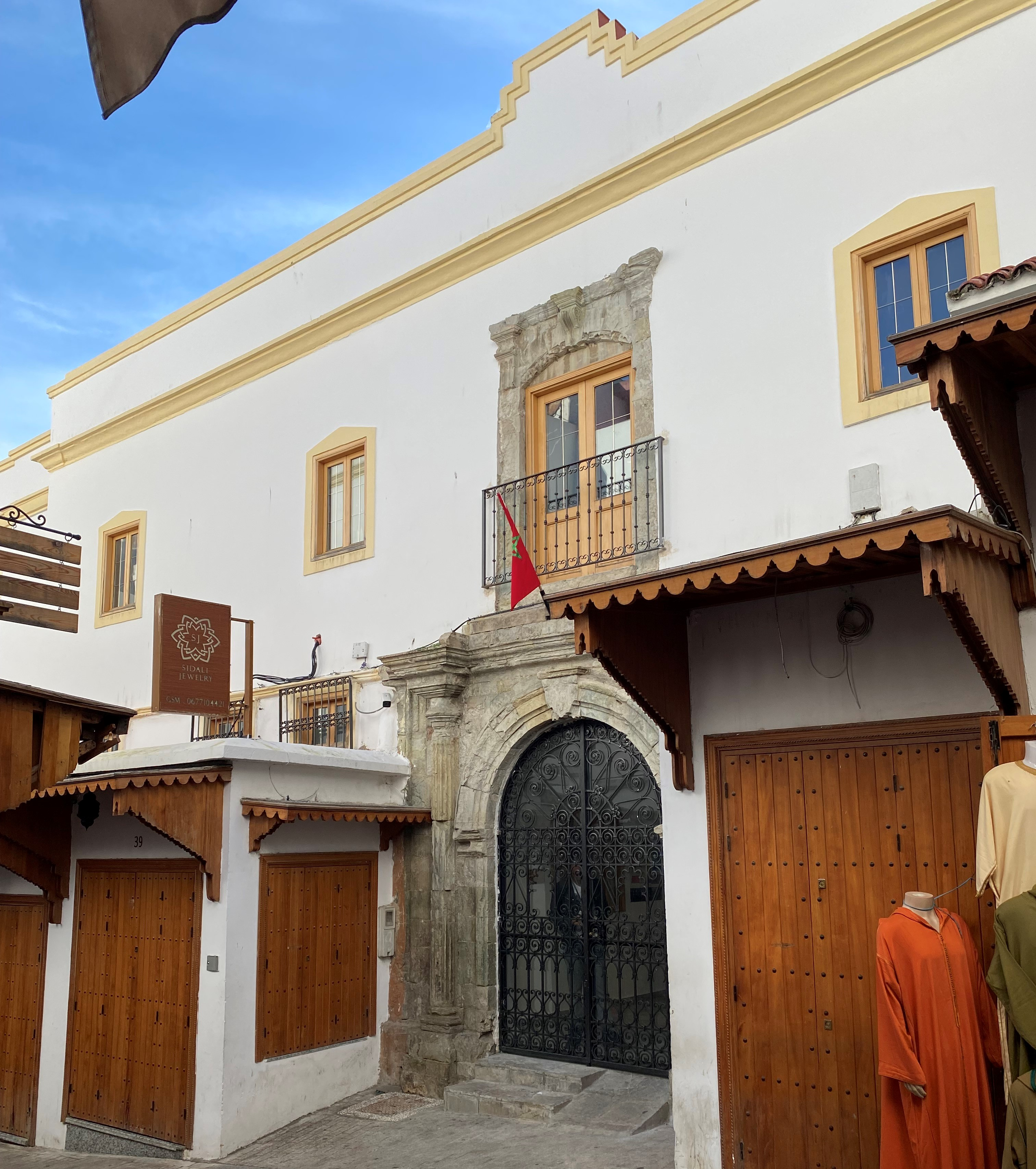
مبنى دار النيابة بمدينة طنجة، 2022

دار النيابة، هي مقر النائب أو ممثل سلطان المغرب لدى الجاليات الأجنبية في طنجة، بحسب الترتيبات الدبلوماسية المغربية المعمول بها منذ أربعينيات القرن التاسع عشر وحتى معاهدة فاس في عام 1912. 

## التاريخ
- ظل مكتب النائب بصفة رمزية حتى إنشاء منطقة طنجة الدولية في عام 1925، هو قصر حضري من العصر البرتغالي يقع في شارع السياغين المركزي في مدينة طنجة، وهو أحد أقدم المباني في المدينة التي لا تزال قائمة، المبنى موجود من عام 1851 حتى عام 1920.[3]

- تم إنشاء مكتب دار النيابة في منتصف أربعينيات القرن التاسع عشر من قبل السلطان المغربي عبد الرحمن، كوسيلة لتحسين تدفق المعلومات بين المخزن والقوى الأوروبية، بعد هزيمة المغرب أمام فرنسا في معركة إيسلي عام 1844.[4]

- تم تحويله إلى متحف دار نيابا، الذي افتتح عام 2022، وانتقل مكتب دار النيابة إلى طنجة في عام 1851، وأصبح منصبًا بدوام كامل في عام 1854، وتم تشييد المبنى المعروف الآن باسم دار نيابا لأول مرة في عهد طنجة البرتغالية، ولا تزال بوابته الحجرية الأثرية محفوظة من تلك الفترة.[5]